# Long Thuận (xã)
Long Thuận là một xã thuộc tỉnh Tây Ninh, Việt Nam.

## Địa lý
Xã Long Thuận cách trung tâm huyện Bến Cầu khoảng 6 km, có vị trí địa lý:
- Phía đông giáp xã Tiên Thuận
- Phía tây và bắc giáp xã Long Khánh
- Phía nam giáp phường Bavet và phường Chrak Mtes, thành phố Bavet, tỉnh Svay Rieng, Campuchia.

Xã Long Thuận có diện tích 22,14 km², dân số năm 2019 là 8.914 người, mật độ dân số đạt 403 người/km².

## Hành chính
Xã Long Thuận được chia thành 13 ấp: Bảo, Cao Su, Long An, Long Cường, Long Châu, Long Hòa, Long Hưng, Long Phi, Long Phú, Long Thịnh, Long Tân, Ngã Tắc, Xóm Khách.